# Iskut
Iskut (ang. Iskut River) – rzeka w zachodniej Kanadzie, w Kolumbii Brytyjskiej. Rzeka ma 195 km długości.

## Przebieg
Rzeka wypływa z jeziora Kluachon na wysokości 903 m n.p.m., w paśmie górskim Boundary Ranges, które jest częścią Gór Nadbrzeżnych. Płynie w kierunku południowym przez jeziora Eddontenajon, Tatogga i Kinaskan. Przepływa przez Kinaskan Lake Provincial Park. Na rzece Iskut znajduje się wodospad Cascade Falls. W końcowym odcinku skręca w kierunku zachodnim, uchodząc do rzeki Stikine, na wysokości 1 m n.p.m.

## Dorzecze
Jej powierzchnia dorzecza wynosi 9400 km². Natomiast średni przepływ rzeki wynosi 457 m³/s. Jej głównymi dopływami są: Craig, Inhini, Little Iskut, Ningunsaw.
Brzegi rzeki zamieszkuje plemię Indian Taltanie.